# Неживенць (Куявсько-Поморське воєводство)
Неживенць (пол. Nieżywięć, нім. Nesewanz) — село в Польщі, у гміні Боброво Бродницького повіту Куявсько-Поморського воєводства.
Населення — 767 осіб (2011).
У 1975-1998 роках село належало до Торунського воєводства.

## Демографія
Демографічна структура станом на 31 березня 2011 року:
|          | Загалом | Допрацездатний вік | Працездатний вік | Постпрацездатний вік |
| -------- | ------- | ------------------ | ---------------- | -------------------- |
| Чоловіки | 378     | 75                 | 264              | 39                   |
| Жінки    | 389     | 72                 | 220              | 97                   |
| Разом    | 767     | 147                | 484              | 136                  |